# Léman Express
Der Léman Express, kurz LEX, ist ein Schienennahverkehrssystem am Genfersee (französisch Lac Léman) im Grossraum von Genf. Das grenzüberschreitende Netz liegt jeweils zu Teilen in der Schweiz und in Frankreich.
Die Betriebsaufnahme des Gesamtnetzes mit der Eröffnung der Bahnstrecke Cornavin–Eaux-Vives–Annemasse (CEVA) als Herzstück fand am 15. Dezember 2019 statt.

## Linien und Netz
Das Netz hat eine Länge von 230 Kilometern und bedient 45 Bahnhöfe.
| Linie | Linienweg                                                                         | Länge | Halte | Fahrzeit |
| ----- | --------------------------------------------------------------------------------- | ----- | ----- | -------- |
| L 1   | Coppet – Genève – Annemasse – Évian-les-Bains                                     | 70 km | 22    | 83 min   |
| L 2   | Coppet – Genève – Annemasse (Richtungswechsel) – Annecy                           | 70 km | 22    | 100 min  |
| L 3   | Coppet – Genève – Annemasse (Richtungswechsel) – Saint-Gervais-les-Bains-Le Fayet | 80 km | 26    | 112 min  |
| L 4   | Coppet – Genève – Annemasse                                                       | 30 km | 17    | 46 min   |
| L 5   | Genève – La Plaine                                                                | 15 km | 07    | 17 min   |
| L 6   | Genève – La Plaine – Bellegarde (Ain)                                             | 40 km | 08    | 35 min   |

Zusätzlich zu den sechs Linien des Léman Express bestehen noch folgende Linien:
- RE Annemasse/Genève-Aéroport – Genève – Lausanne –  Vevey (– Saint-Maurice) (SBB)
- TER Bellegarde (Ain) – Évian-les-Bains/Saint-Gervais-les-Bains-Le Fayet, Annecy – Saint-Gervais-les-Bains-Le Fayet und Genève – Bellegarde (Ain) – Lyon/Grenoble – Valence (TER)

Ausserdem verkehren zwischen Genf und Lausanne die folgenden Fernverkehrszüge der SBB:
- 1 Genève-Aéroport – Bern – Zürich HB – St. Gallen
- 5 Lausanne – Biel/Bienne – Zürich HB ( – St. Gallen/Rorschach)
- 15 Genève-Aéroport – Lausanne – Bern – Luzern
- 90 Genève-Aéroport – Lausanne – Brig
- Genève – Brig – Milano Centrale (– Venezia S. L.)

Auf der neuen CEVA-Strecke erhalten die reinen RER-Bahnhöfe einheitlich 225 Meter lange Bahnsteige. Damit können FLIRT-Kompositionen in Dreifachtraktion verkehren, womit rund 600 Sitzplätze pro Zug angeboten werden. Für die RegioExpress-Züge werden Bahnsteige von 320 Metern erstellt, ausreichend für sechsteilige KISS-Doppelstockeinheiten in Doppeltraktion mit über 1000 Sitzplätzen.

## Geschichte

### Hintergrund
Der Grossraum Genf leidet seit Jahren unter dem stetig wachsenden grenzüberschreitenden Pendelverkehr. 84 Prozent der täglich 550'000 grenzüberschreitenden Fahrten wurden im Jahr 2015 mangels eines effizienten öffentlichen Verkehrs mit dem Auto durchgeführt.
Mit der neuen S-Bahn Léman Express soll das Genfer Verkehrssystem effizienter werden. Die Genfer Regierung erwartet für die Zeit nach der Eröffnung des Léman Express eine Reduktion des Autoverkehrs um 12 bis 14 Prozent.

### VorreiterRhône Express Régional

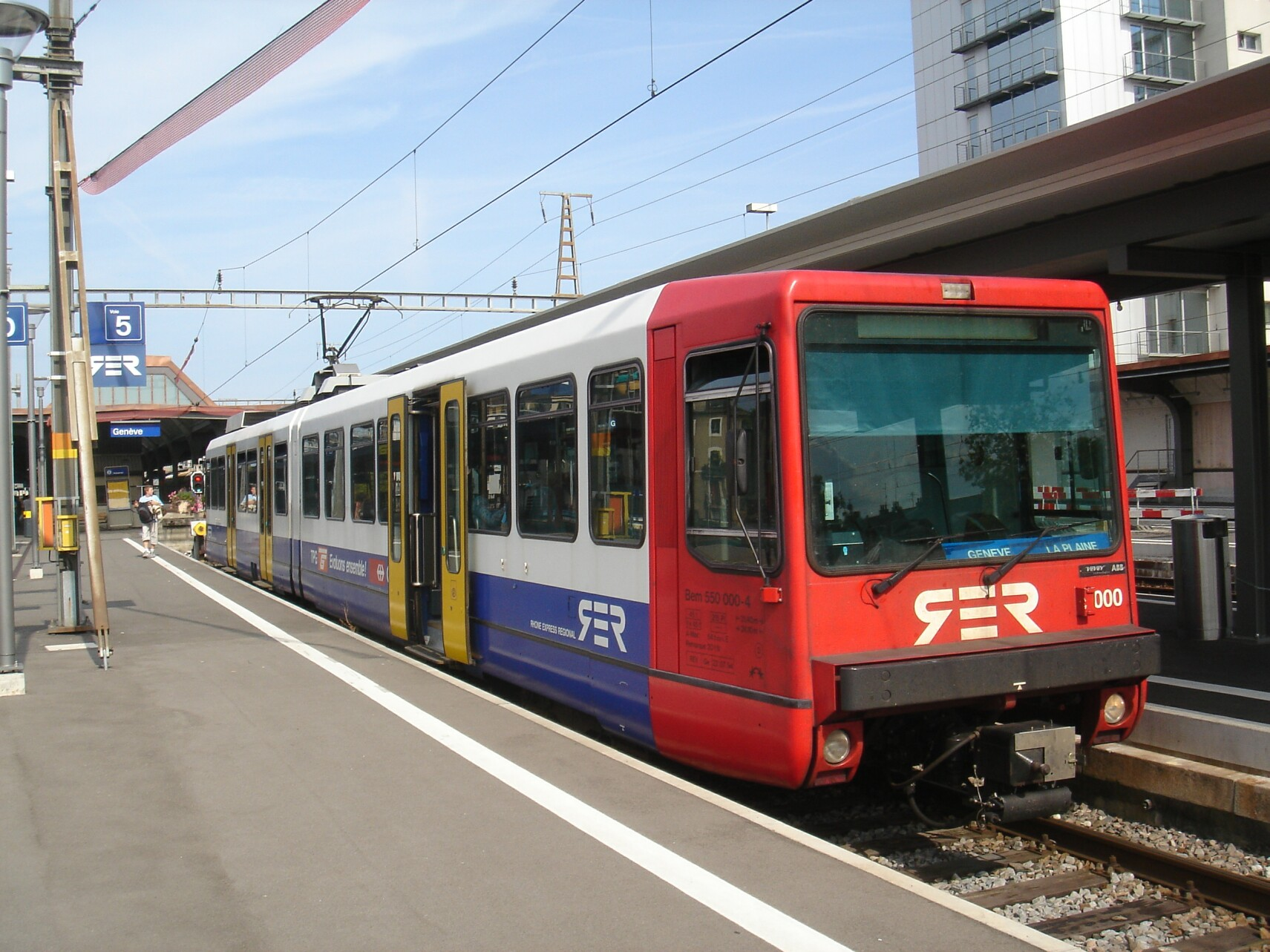
SBB Bem 550 000 mit dem RER-Signet am Kopfgleis im Genfer Hauptbahnhof Cornavin, 19. September 2006

Die Vorläufer des Léman Express gehen bis ins Jahr 1994 zurück. Die Linie von Genf nach La Plaine, seit 3. September 2001 grenzüberschreitend bis Bellegarde-sur-Valserine in Frankreich, wird seit 1994 als RER bezeichnet, was hier mit Rhône Express Régional gedeutet wird, um sich vom Réseau Express Régional in Paris zu differenzieren.
Als 2014 die Strecke Genf–La Plaine vom Gleichstromsystem auf 25 kV mit 50 Hz Wechselspannung umgestellt wurde, musterten die SBB die Gleichstromtriebwagen Bem 550 aus und verschrotteten sie noch 2015. Heute verkehren zwischen Genf und La Plaine Stadler-FLIRT-Zweifrequenzzüge der Gattung RABe 522.

### Bau des Herzstücks
Das Hauptproblem bildete die acht Kilometer lange Netzlücke zwischen den Bahnhöfen Genève-La Praille und Eaux-Vives. Dieser Lückenschluss war bereits Anfang des 20. Jahrhunderts geplant. Erst Anfang 2000 wurden die Planungen wiederaufgenommen. Die Neubaustrecke musste grösstenteils unterirdisch erstellt werden, da diese durch bebaute Quartiere verläuft. Die Kosten für den Aus- und Neubau belaufen sich in der Schweiz auf 1,567 Mia. Franken und in Frankreich auf 235 Mio. Euro.
Mit der neuen Strecke wird die Fahrzeit von Genève-Cornavin nach Annemasse von 33 Minuten auf 17 Minuten verkürzt.
Damit die Züge des Léman Express im Viertelstundentakt verkehren können, mussten auf dem eingleisigen S-Bahn-Gleis der Strecke Genf–Coppet zwei zusätzliche Kreuzungsbahnhöfe in Chambésy und Mies erstellt werden. Diese Ausbauten und der neue Bahnhof Lancy-Pont-Rouge gingen am 11. Juni 2018 in Betrieb und ermöglichen den Viertelstundentakt während den Hauptverkehrszeiten.
Auf der Suche nach einem neuen Namen für das zukünftige S-Bahnnetz wurde zwischen dem 1. Juni und dem 15. Juni 2015 eine öffentliche Internet-Konsultation durchgeführt. Die Bevölkerung konnte aus vier vorgeschlagenen Namen auswählen. Zur Wahl standen: CEVA Express, Léman Express, Lémanis und Réflex. Aus den fast 7900 abgegebenen Stimmen wurde der Name Léman Express mit fast 41 Prozent der Stimmen gewählt.

### Eröffnung
Seit dem 9. Dezember 2018 werden die bisher als Regio bezeichneten Linien als Léman Express geführt. Die Linien L1 bis L4, die die Neubaustrecke Genève-Cornavin–Eaux Vives–Annemasse bedienen sollen, endeten bis zu ihrer Inbetriebnahme in Lancy-Pont Rouge im Süden von Genf.
Am 12. Dezember 2019 wurde der Léman Express in Anwesenheit von Bundesrätin Simonetta Sommaruga, der Waadtländer Staatsrätin Nuria Gorrite und dem Genfer Staatsrat Serge Dal Busco offiziell eingeweiht. Die französische Transportministerin Elisabeth Borne musste die Teilnahme an der Eröffnungsfeier wegen des Streiks bezüglich der geplanten Rentenreform in Frankreich kurzfristig absagen.
Die reguläre Betrieb wurde am 15. Dezember 2019 aufgenommen. Die Inbetriebnahme wurde durch einen Generalstreik gegen die geplante Rentenreform der französischen Regierung auf französischer Seite im ersten Betriebsmonat massiv beeinträchtigt. Viele Züge wendeten vorzeitig in Chêne-Bourg, nur jeder zweite fuhr bis Annemasse, wo auf Ersatzbusse umgestiegen werden musste. Ab Mitte Januar 2020 konnte der Betrieb auf französischer Seite aufgenommen werden. Dennoch haben im ersten Betriebsmonat pro Tag 25'000 Fahrgäste die Züge genutzt, erwartet werden täglich bis zu 50'000 Fahrgäste.
Die Vollinbetriebnahme des Léman Express als Rückgrat des öffentlichen Verkehrs im Grossraum Genf verändert das Angebot in der Region grundlegend. Rund 50 städtische und regionale Bus- und Tramlinien werden an die Bahnhöfe der S-Bahn angebunden. Im Kanton Genf sind über 80 Prozent der Einwohner und rund 86 Prozent der Arbeitsplätze weniger als eineinhalb Kilometer vom nächsten Bahnhof entfernt.

### Zukunft
Damit das Angebot des Léman Express weiter ausgebaut werden kann, müssen zuerst die verschiedenen Teilprojekte von Léman 2030 zwischen Lausanne und Genf realisiert werden, so auch der geplante zweispurige Tiefbahnhof unter dem Bahnhof Genf-Cornavin.

## Fahrzeuge
Die Flotte von Léman Express besteht aus 23 vierteiligen FLIRT-Zügen (RABe 522) des Schweizer Herstellers Stadler Rail und 17 vierteiligen Régiolis-Zügen (Z 31500) des französischen Herstellers Alstom. Sämtliche 40 Einheiten sind zweifrequenzfähig und sowohl in der Schweiz als auch in Frankreich zugelassen, so dass umsteigefreie Fahrten zwischen Coppet und Évian-les-Bains, Annecy, St-Gervais sowie Annemasse angeboten werden können. Die Léman-Express-Flotte erhielt ein einheitliches Design. Die Züge sind niederflurig, klimatisiert, bieten grosse Ablageflächen in der ersten sowie Steckdosen in beiden Wagenklassen sowie genügend Raum für Kinderwagen, Velos und Rollstühle und je eine behindertengängige Toilette.
Auf Schweizer Seite wurden die FLIRT-Triebzüge 2018 schrittweise in Dienst gestellt. In der ersten Jahreshälfte 2018 wurden die ersten Régiolis-Einheiten getestet. Sie wurden im Hinblick auf die vollständige Inbetriebnahme des Systems im Dezember 2019 bis zum Sommer 2019 ausgeliefert.
Die SBB investierten für die 23 FLIRT-Züge 236 Millionen Franken. Auf französischer Seite ist es die Region Auvergne-Rhône-Alpes, die die 17 Régiolis mit bis zu 210 Millionen Euro finanziert.
Im Mai 2025 wurde eine Ausschreibung für 25 kapazitätsstärkere Züge mit der Option für 75 zusätzliche Fahrzeuge lanciert, sie sollen frühestens 2032 in Betrieb genommen werden. Die Züge sollen bei gleicher Länge circa 40 Prozent mehr Sitzplätze bieten wie bisher sowie Multifunktionsflächen für Fahrräder, Gepäck und Kinderwagen ebenso wie Niederflureinstiege. Der Auftragswert wird auf über 500 Millionen Schweizer Franken geschätzt. Angebotsfrist ist Ende Februar 2026, die Vergabe soll dann voraussichtlich im Herbst des Jahres getroffen werden.

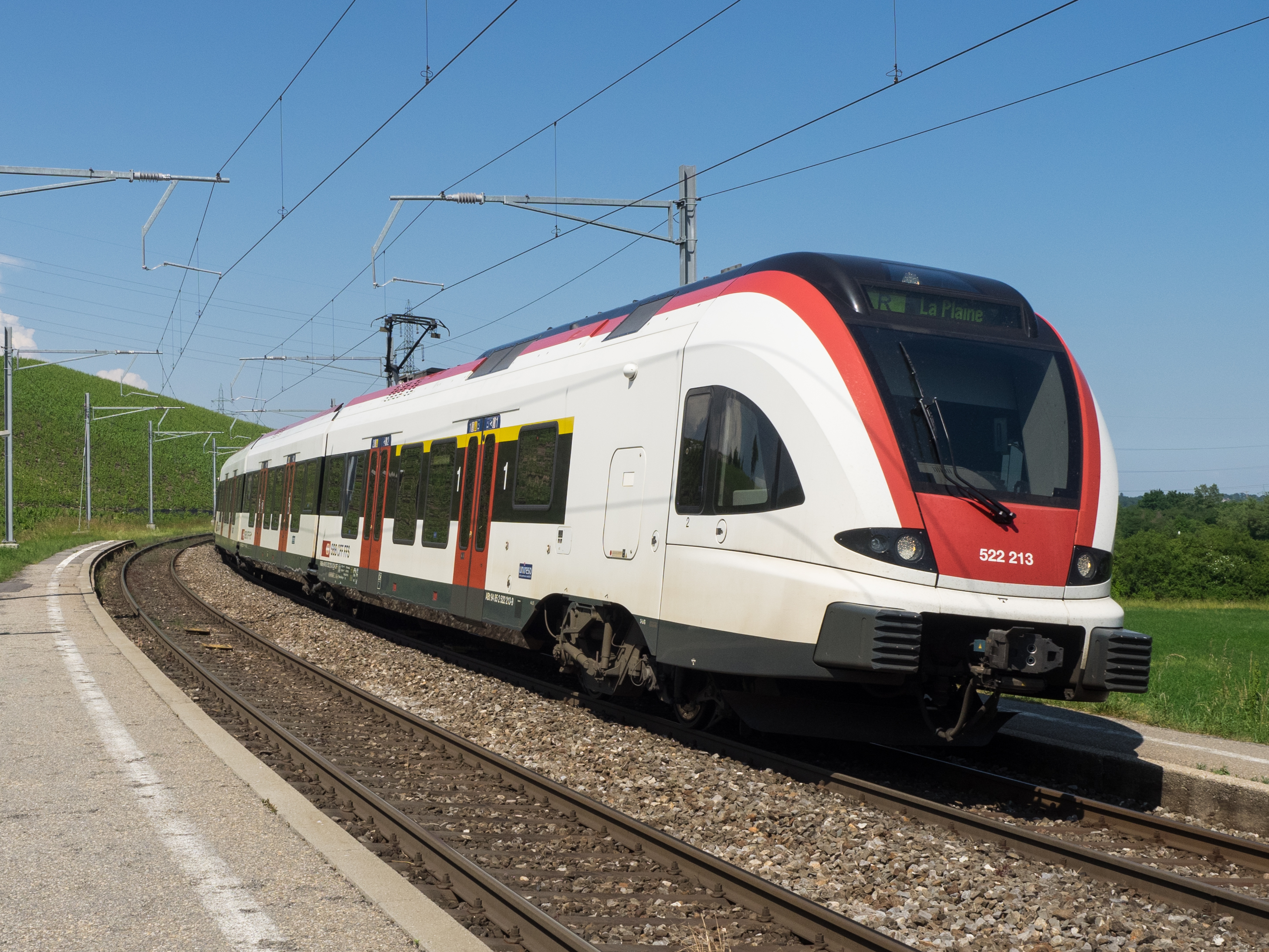
Stadler Flirt
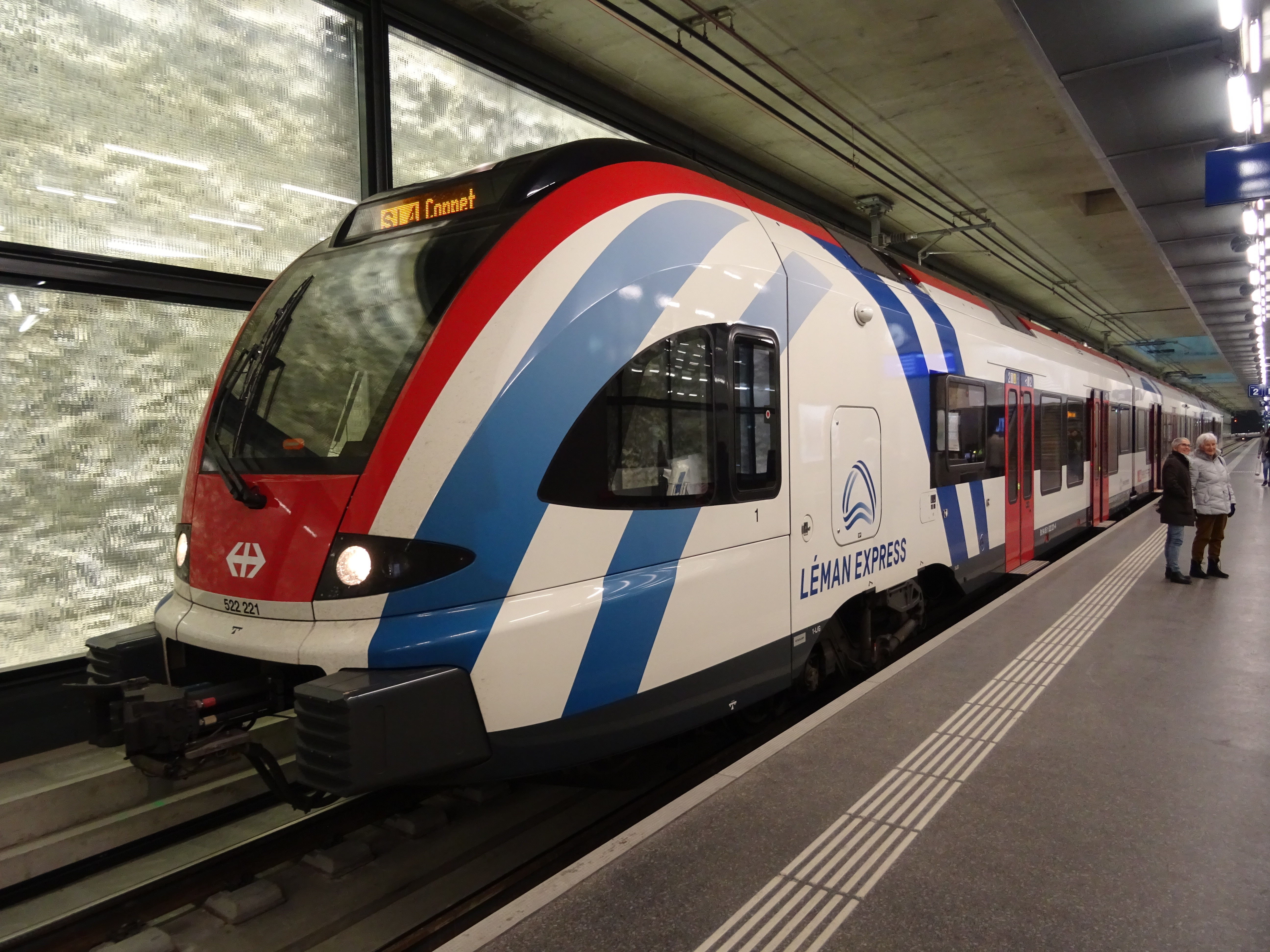
Stadler FLIRT Léman Express
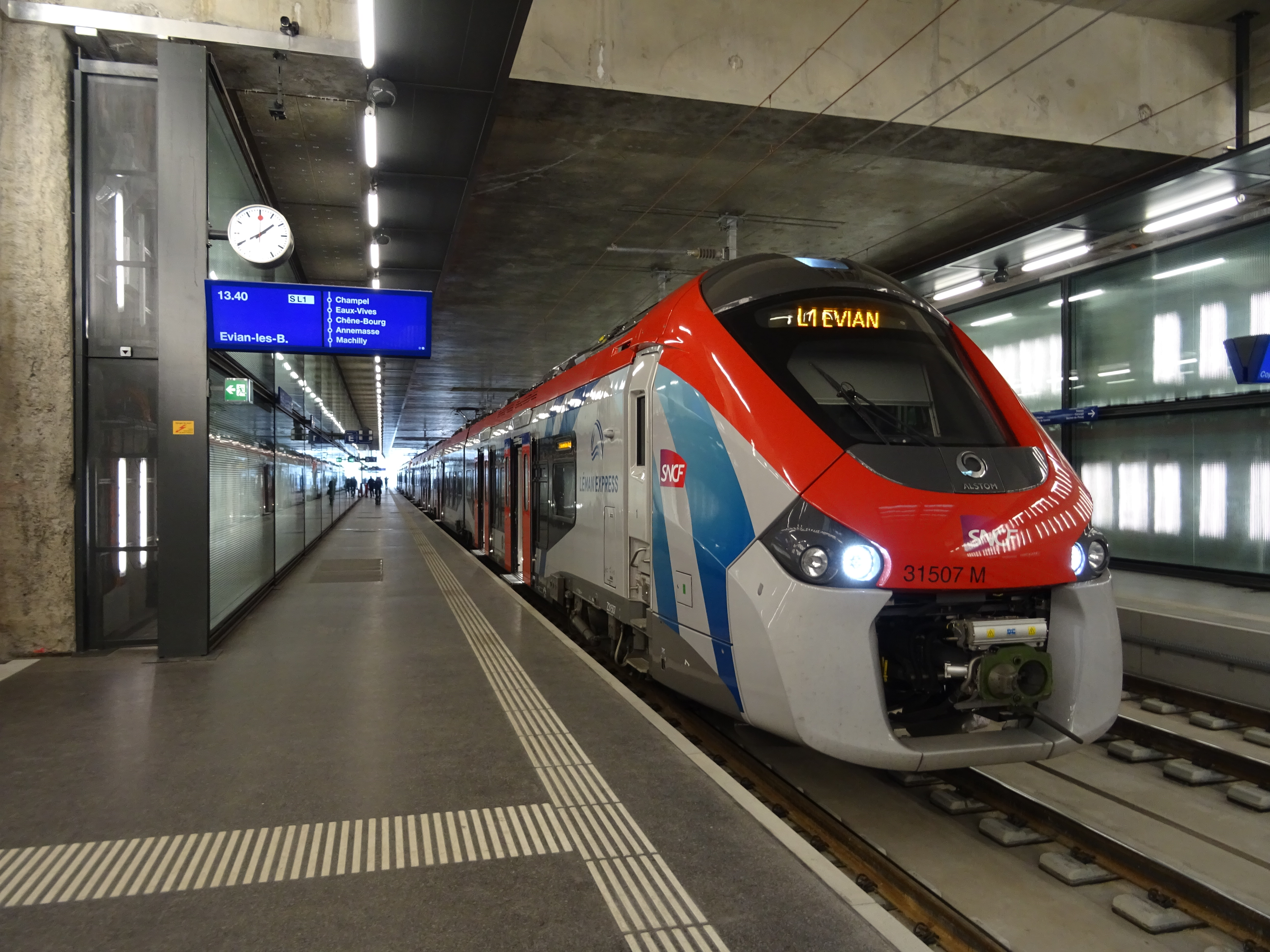
Alstom Régiolis Z31500 in Lancy-Bachet

## Organisation
Lémanis SA ist für die Planung und den Betrieb des grenzüberschreitenden regionalen Schienenverkehrsangebots Léman Express zuständig. Ausserdem ist Lémanis SA Ansprechpartner für die involvierten Behörden der Kantone Genf und Waadt, des Bundesamtes für Verkehr und der Region Auvergne-Rhône-Alpes.
Lémanis SA, eine Aktiengesellschaft nach schweizerischem Recht, ist eine Tochtergesellschaft von SBB und SNCF (via SNCF Mobilités) mit Sitz in Genf. Das Unternehmen ist zu 60 % im Besitz der SBB und zu 40 % der SNCF. Sie ist rechtlich gesehen keine Eisenbahngesellschaft. Aus rechtlichen Gründen hat sie eine Schwestergesellschaft in Frankreich mit Sitz in Chambéry. Die am 15. März 2017 gegründete Lémanis SA geht auf den am 9. März 2017 in Paris unterzeichneten Kooperationsvertrag zwischen den SBB und SNCF zurück.
Am 1. Februar 2018 unterschrieben der Bund, die Kantone Genf und Waadt sowie die Region Auvergne-Rhône-Alpes eine Absichtserklärung zum Léman Express. Diese besagt, dass die vier Partner bis spätestens 2023 eine einzige Aufsichtsorganisation gründen wollen, die als Betreiberin eine einzige Gesellschaft führt. Gemäss Absichtserklärung soll die Lémanis möglichst bald eine vollständige Eisenbahngesellschaft werden.

### Sicht der Gewerkschaften
Die Absichtserklärung bietet dem Betreiber die Möglichkeit einer «eventuellen Ausschreibung der Bahnleistungen des Léman Express auf dem gesamten einbezogenen Gebiet der Schweiz und Frankreichs am Ende der zehnjährigen Konzession, mit einer Ausstiegsklausel nach sechs Jahren, die dem Betreiber auf dem Schweizer Netz zugestanden wird». Im Zeitraum 2025–2029 könnte das Netz also gesamteuropäisch ausgeschrieben werden. Derzeit bereitet sich die Europäische Union auf die Liberalisierung des Fernverkehrs (2020) und des Regionalverkehrs (2026) vor. Die schweizerische Gewerkschaft des Verkehrspersonals SEV befürchtet unter diesen Bedingungen grossen Druck auf die Arbeitsbedingungen. Die CGT Bahn, SUD Rail und der SEV haben von Lémanis Informationen über die künftigen Arbeitsbedingungen verlangt.

### Arbeitsrecht
Für das Personal stellt sich die zentrale Frage: Welche Gesellschaft wird das Netz betreiben, und welche Arbeitsbedingungen werden gelten? In einem ersten Schritt werden es die jeweiligen Hausregeln sein. Die Betreibergesellschaft Lémanis wird von SNCF (40 %) und SBB (60 %) gemeinsam geführt, aber die Lokführer arbeiten jeweils nur im eigenen Land, obwohl sie beide Fahrbewilligungen haben. Dies macht bei durchlaufenden Zügen in Annemasse einen Lokführerwechsel nötig.